# Lithocarpus elegans
Lithocarpus elegans är en bokväxtart som först beskrevs av Carl Ludwig von Blume, och fick sitt nu gällande namn av Sumihiko Hatusima och Engkik Soepadmo. Lithocarpus elegans ingår i släktet Lithocarpus och familjen bokväxter. Inga underarter finns listade.